# Мітчелл Лейзен
Мітчелл Лейзен (англ. Mitchell Leisen; 6 жовтня 1898 — 28 жовтня 1972) — американський режисер, художник-постановник і художник по костюмах.

## Біографія
Він увійшов в кіноіндустрію в 1920 році, працюючи художником-постановником і художником по костюмах. Він зняв свій перший фільм в 1933 роціКолискова і став відомий за свої естетичні голлівудські мелодрами і ексцентричні комедії.
Його найбільш відомі фільми включають адаптації Альберто Казелли Смерть під час свят і Вбивство для марнославства. Фільми Дама в темряві (1944), Кожному своє (1946), і Немає власного чоловіка (1950) були його пізніми роботами.
Коли його кар'єра в кіно закінчилася, Лейзен став режисером декількох епізодів серіалів Сутінкова зона, Трилер і Збірка оповідань Ширлі Темпл. Він також купив нічний клуб.
Лейзен помер від хвороби серця 28 жовтня 1972 року, у віці 74 років. Його могила знаходиться в каплиці Pines Crematory.

## Вибрана фільмографія
- 1923 — Сватання Майлза Стендіша / The Courtship of Miles Standish
- 1929 — Безбожниця / The Godless Girl
- 1929 — Динаміт / Dynamite
- 1932 — Хресне знамення / The Sign of the Cross
- 1940 — Воскресни, кохання моє
- 1947 — Золоті сережки / Golden Earrings
- 1951 — Шлюбний сезон / The Mating Season